# Hambach (Coburg)
Hambach ist ein südlicher Gemeindeteil der oberfränkischen Stadt Coburg, der auf einen ehemaligen Gutshof zurückgeht.

## Geografie
Der Ort liegt etwa vier Kilometer südöstlich von Coburg im schmalen Tal des Hambach, einem linken Zufluss der Itz. Ein Wirtschaftsweg von Creidlitz erschließt den Hof im Hambachgrund, einem geschützten Landschaftsbestandteil mit 7,6 Hektar Fläche. Der Talgrund besteht aus Hang- und Schluchtwald sowie aus Offenlandlebensräumen mit Streuobstwiesen und Feldgehölzen.

## Geschichte
Im Jahr 1340 wurde Hambach als „Hanbach“ erstmals genannt. Die Schreibweise des Ortsnamens von 1451 „in dem Haynbache“ beinhaltet das Bestimmungswort „hain“. Es war demnach auch damals eine Siedlung, die an einem Hain lag und von einem Bach durchflossen wurde.
1352 gaben die Herren von Schaumberg ihre Güter am Hambach auf. Die Siedlung ging in den Besitz des Klosters Saalfeld über und wurde der Coburger Propstei unterstellt. Um 1500 war Hambach eine Schäferei. Aufgrund seiner Lage im schmalen, engen, bewaldeten Hambachtal wurde der Ort im Dreißigjährigen Krieg, im Gegensatz zum benachbarten Creidlitz, nicht zerstört. Im Jahr 1869 wurde Hambach in die Gemeinde Creidlitz eingegliedert. Aus der Schäferei entwickelte sich ein Bauernhof, der bis 1951 betrieben wurde. Letzter Landwirt war seit 1913 der Philologe  Rudolf Hassenstein.
1925 zählte Hambach sieben Personen und ein Wohngebäude. Die evangelische Kirche befand sich im 1,6 Kilometer entfernten Niederfüllbach, die evangelische Schule im 0,4 Kilometer entfernten Creidlitz. 1950 hatte das Gut 15 Einwohner sowie ein Wohngebäude und 1961 neun Einwohner. 1970 lebten in dem Ort neun Personen. Im Zuge der Gebietsreform wurden Creidlitz und der Gemeindeteil Hambach am 1. Juli 1972 in die Stadt Coburg eingegliedert.